# American Professional Soccer League
La American Professional Soccer League fue una liga de fútbol de carácter profesional que se disputaba entre equipos de Estados Unidos y más tarde incluyó a equipos canadienses.

## Historia
La liga se formó en 1990 luego de la fusión de la ASL con la Western Soccer League; y fue la primera liga de fútbol al aire libre desde la desaparición de la North American Soccer League en 1984.  Entre 1990 y 1995 fue considerada una liga de facto de primera división en Estados Unidos, misma categoría que adoptó Canadá en su fútbol.
Sin embargo, nunca fue considerada liga de Primera División en Estados Unidos debido a que en ese tiempo, la FIFA no reconocía a las ligas de fútbol que tenían equipos de afuera del país. Intentó el reconocimiento en 1993, pero perdió ante la Major League Soccer.
En las temporadas de 1995 y 1996 la liga cambió de nombre a A-League, y luego fue absorbida por el sistema de ligas estadounidense. La USL retuvo el nombre A-League hasta 2004 cuando la liga cambió a USL First Division.

## Ediciones Anteriores
| Año  | Campeón                      | Finalista                    | Goleador          |
| ---- | ---------------------------- | ---------------------------- | ----------------- |
| 1990 | Maryland Bays                | San Francisco Bay Blackhawks | Chance Fry        |
| 1991 | San Francisco Bay Blackhawks | Albany Capitals              | Jean Harbor       |
| 1992 | Colorado Foxes               | Tampa Bay Rowdies            | Jean Harbor       |
| 1993 | Colorado Foxes               | Los Angeles Salsa            | Paulinho Criciúma |
| 1994 | Montreal Impact              | Colorado Foxes               | Paul Wright       |
| 1995 | Seattle Sounders             | Atlanta Ruckus               | Peter Hattrup     |
| 1996 | Seattle Sounders             | Rochester Raging Rhinos      | Wolde Harris      |

## Títulos por equipo
| Club                         | Campeón | Años Campeón |
| ---------------------------- | ------- | ------------ |
| Colorado Foxes               | 2       | 1992, 1993   |
| Seattle Sounders             | 2       | 1995, 1996   |
| Maryland Bays                | 1       | 1990         |
| San Francisco Bay Blackhawks | 1       | 1991         |
| Montreal Impact              | 1       | 1994         |

## Participantes
| - Albany Capitals (1990–91) (Nueva York) - Arizona Condors (1990) (Arizona) - Atlanta Ruckus (1995–96) (Georgia) - Boston Bolts (1990) (Massachusetts) - California Emperors (1990) (California) - Colorado Foxes (1990–96) (Colorado) - Fort Lauderdale Strikers (1990–94) (Florida) - Los Angeles Heat (1990) (California) - Los Angeles Salsa (1993–94) (California) - Maryland Bays (1990–91) (Maryland) - Miami Freedom (1990–92) (Florida) - Montreal Impact (1993–96) (Quebec) - New Jersey Eagles (1990) (Nueva Jersey) - New Mexico Chiles (1990) (Nuevo México) - New York Centaurs (1995) (Nueva York) - New York Fever (1996) (Nueva York) | - Orlando Lions (1990) (Florida) - Penn-Jersey Spirit (1990–91) (Pensilvania) - Portland Timbers (1990) (Oregón) - Real Santa Bárbara (1990) (California) - Rochester Raging Rhinos (1996) (Nueva York) - Salt Lake Sting (1990–91) (Utah) - San Diego Nomads (1990) (California) - San Francisco Bay Blackhawks (1990–92) (California) - Seattle Sounders (1994–96) (Washington) - Seattle Storm (1990) (Washington) - Tampa Bay Rowdies (1990–93) (Florida) - Toronto Blizzard (1993) (Ontario) - Toronto Rockets (1994) (Ontario) - Vancouver 86ers (1993–96) (British Columbia) - Washington Diplomats (1990) (Washington D. C.) - Washington Stars (1990) (Washington D. C.) |